# Penny Pax

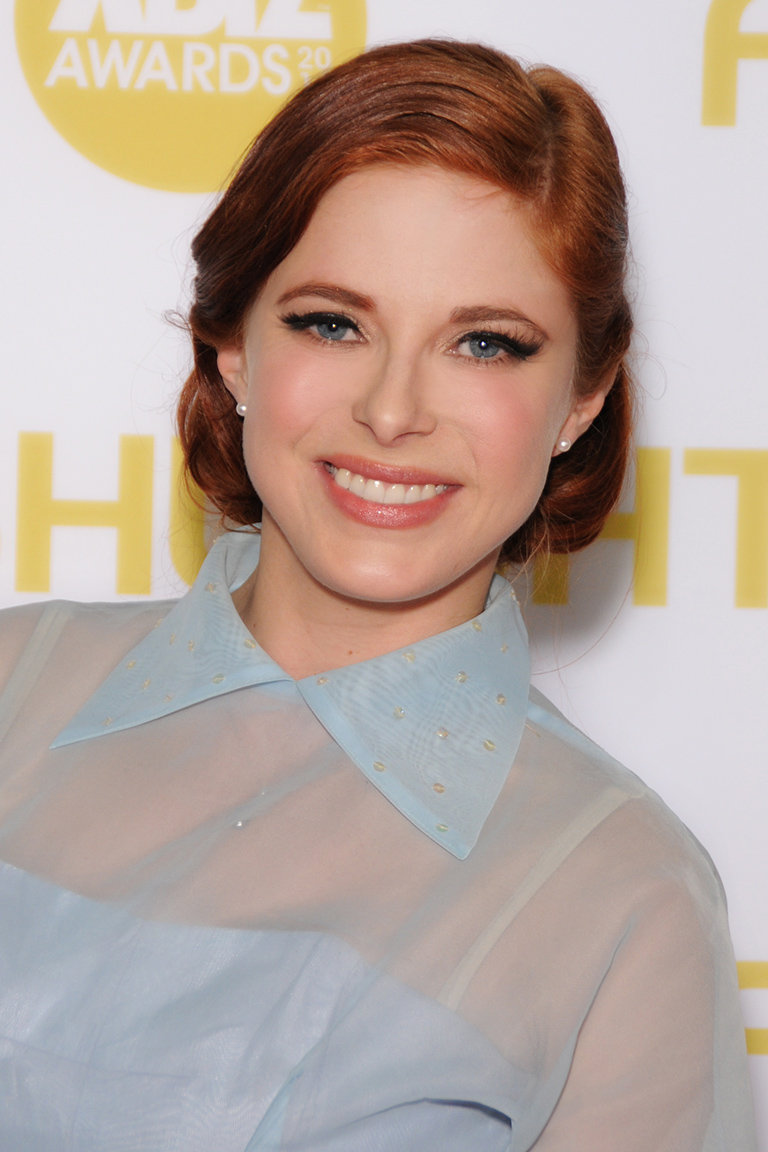
Penny Pax (2014)

Penny Pax (* 18. Februar 1989 als Kaila Katesh Freas in Miami, Florida) ist eine US-amerikanische Pornodarstellerin irischer und deutscher Abstammung.

## Karriere

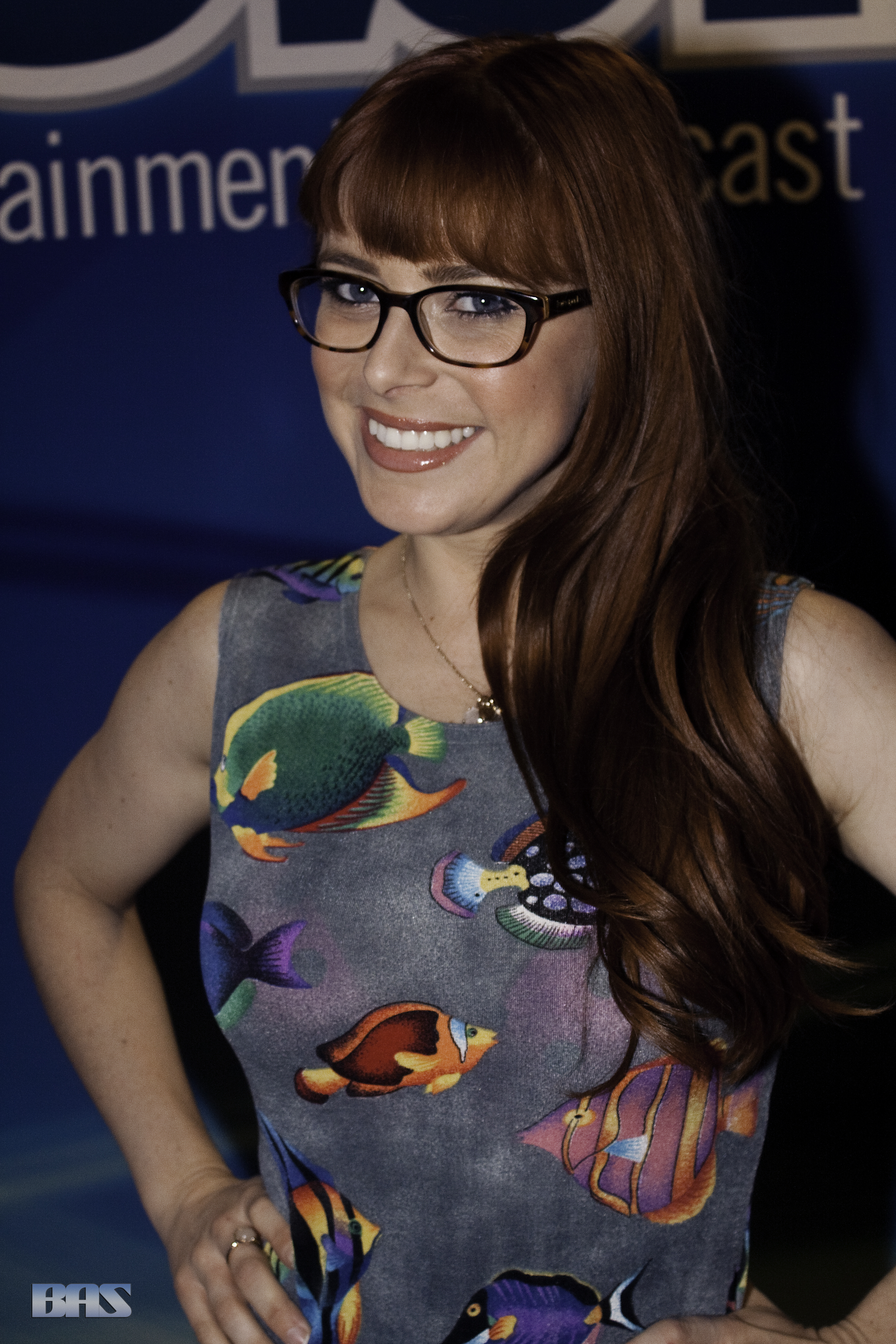
Penny Pax auf der AVN Adult Entertainment Expo 2016

Sie arbeitete als Rettungsschwimmerin in Fort Lauderdale, Florida, bevor sie von einem Talentscout entdeckt wurde und schließlich in der Hardcorebranche begann. Sie hat seitdem über 230 Filme gedreht. Pax hatte die Haupt- und Titelrolle in dem vielfach ausgezeichneten Film The Submission of Emma Marx. Für diese Rolle wurde sie bei Preisverleihungen der Porno-Branche, u. a. AVN Award, XRCO Award und XBIZ Awards als „Best Actress – Feature Movie“ nominiert. Sie gewann den XCritic Award. Der Film wurde auch 2014 auf dem Pornfilmfestival Berlin als offizieller „Mainstreamfilm des Jahres“ vorgestellt. Im Jahr 2016 wurde sie bei den XBIZ Awards als „Best Actress – All-Girl Release“ in dem Film Lesbian Fashionistas von Adam & Eve ausgezeichnet.
Im Jahr 2014 wurde sie für die Rolle der „Sydney Prosser/Lady Edith Greensley“ für die Porno-Parodie American Hustle XXX gecastet. Im Original wird die Rolle von Amy Adams gespielt. Ebenfalls 2014 spielte sie in dem Film 24 XXX: An Axel Braun Parody die Rolle der „Mandy“. Im Film Wetwork spielt sie die weibliche Hauptrolle der „Katherine“.
Im Jahr 2012 war sie im Horrorfilm Bloody Homecoming als „Locker Room Hottie“ zu sehen.
Mehrere Filme, in denen sie mitspielte, wurden als Erotikfilm im Fernsehen ausgestrahlt. Dazu zählen Dem Chef zu Diensten, Voilà  und Love Boat – Die Sexparodie.

## Filmografie (Auswahl)
- 2012: Breaking Bad XXX
- 2012: Dark Knight XXX: A Porn Parody
- 2013: The Submission of Emma Marx
- 2013: This Ain’t Star Trek 3 XXX: This Is a Parody
- 2013: If You Only Knew
- 2013: Love Boat XXX: A Parody
- 2014: The Dating Game XXX: A Porn Parody
- 2014: American Hustle XXX
- 2014: Wetwork
- 2014: 24 XXX: An Axel Braun Parody
- 2014: Cinderella XXX: An Axel Braun Parody
- 2015: Wonder Woman XXX: An Axel Braun Parody
- 2015: * Housewife 1 On 1 38
- 2015: Avengers XXX 2: Along Came A Spider
- 2016: Little Red: A Lesbian Fairy Tale
- 2017: Let’s Play Doctor 2
- 2017: MILF Fidelity
- 2017: Confessions of a Sinful Nun
- 2017: The Candidate
- 2018: Pleasureville
- 2013–2020: Women Seeking Women 90, 175
- 2021: Watch Your Wife 2
- 2021: Work Your Hands
- Tug Jobs 28
- Cuties 4
- The New Behind the Green Door
- Anal Candy Disco Chicks

## Auszeichnungen
| Jahr | Auszeichnung                   | Kategorie                               | Werk                                      | Resultat  |
| ---- | ------------------------------ | --------------------------------------- | ----------------------------------------- | --------- |
| 2013 | AVN Award                      | Best New Starlet                        |                                           | Nominiert |
| 2013 | Sex Awards                     | Porn Star of the Year                   |                                           | Nominiert |
| 2013 | XBIZ Award                     | Best New Starlet                        |                                           | Nominiert |
| 2013 | XBIZ Award                     | Best Scene – Parody Release             | The Dark Knight XXX: A Porn Parody        | Nominiert |
| 2013 | XCritic Editor’s Choice Awards | Best Actress - Feature Movie            | The Submission of Emma Marx               | Gewonnen  |
| 2014 | AVN Award                      | Best Actress                            | The Submission of Emma Marx               | Nominiert |
| 2014 | AVN Award                      | Best Anal Sex Scene                     | The Submission of Emma Marx               | Nominiert |
| 2014 | XBIZ Award                     | Best Actress – Feature Movie            | The Submission of Emma Marx               | Nominiert |
| 2014 | XBIZ Award                     | Best Scene – Feature Movie              | The Submission of Emma Marx               | Nominiert |
| 2014 | XRCO Award                     | Best Actress                            | The Submission of Emma Marx               | Nominiert |
| 2015 | AVN Award                      | Best Actress                            | Wetwork                                   | Nominiert |
| 2015 | AVN Award                      | Best All-Girl Group Sex Scene           | Cinderella XXX: An Axel Braun Parody      | Nominiert |
| 2015 | AVN Award                      | Best Girl/Girl Sex Scene                | 24 XXX: An Axel Braun Parody              | Nominiert |
| 2015 | AVN Award                      | Best Group Sex Scene                    | King James                                | Nominiert |
| 2015 | AVN Award                      | Best Oral Sex Scene                     | Cinderella XXX: An Axel Braun Parody      | Nominiert |
| 2015 | AVN Award                      | Best Three-Way Sex Scene – B/B/G        | Private Lives 2                           | Nominiert |
| 2015 | NightMoves Award               | Best Female Performer (Fan’s Choice)    |                                           | Nominiert |
| 2015 | NightMoves Award               | Best Female Performer (Editor’s Choice) |                                           | Nominiert |
| 2015 | XBIZ Award                     | Best Actress – Feature Movie            | Wetwork                                   | Nominiert |
| 2015 | XBIZ Award                     | Best Actress – Parody Release           | American Hustle XXX                       | Nominiert |
| 2015 | XBIZ Award                     | Best Scene – Feature Movie              | Wetwork                                   | Nominiert |
| 2015 | XRCO Award                     | Best Actress                            | Wetwork                                   | Gewonnen  |
| 2016 | AVN Award                      | Best Actress                            | The Submission of Emma Marx: Boundaries   | Gewonnen  |
| 2016 | AVN Award                      | Best Three-Way Sex Scene – B/B/G        | The Submission of Emma Marx: Boundaries   | Nominiert |
| 2016 | AVN Award                      | Most Outrageous Sex Scene               | Straight Up Anal                          | Nominiert |
| 2016 | AVN Award                      | Fan Award: Best Boobs                   |                                           | Nominiert |
| 2016 | XBIZ Award                     | Best Actress – Feature Release          | The Submission of Emma Marx 2: Boundaries | Nominiert |
| 2016 | XBIZ Award                     | Best Actress – All-Girl Release         | Lesbian Fashionistas                      | Gewonnen  |
| 2016 | XBIZ Award                     | Best Sex Scene – Feature Release        | The Submission of Emma Marx 2: Boundaries | Nominiert |
| 2016 | XBIZ Award                     | Best Three-Way Sex Scene – B/B/G        | The Submission of Emma Marx: Boundaries   | Nominiert |
| 2016 | XRCO Awards                    | Best Actress                            | The Submission of Emma Marx 2: Boundaries | Nominiert |